# Grand Prix USA Západ 1979
Grand Prix USA Západ 1979 (oficiálně Lubri Lon Long Beach Grand Prix) se jela na okruhu Grand Prix of Long Beach v Long Beach v Kalifornii ve Spojených státech amerických dne 8. dubna 1979. Závod byl čtvrtým v pořadí v sezóně 1979 šampionátu Formule 1.

## Závod
| Poř.   | No. | Jezdec                | Konstruktér        | Počet kol | Čas/Odstoupení     | Pořadí na startu | Body |
| ------ | --- | --------------------- | ------------------ | --------- | ------------------ | ---------------- | ---- |
| 1      | 12  | Gilles Villeneuve     | Ferrari            | 80        | 1:50:25.40         | 1                | 9    |
| 2      | 11  | Jody Scheckter        | Ferrari            | 80        | +29.38             | 3                | 6    |
| 3      | 27  | Alan Jones            | Williams-Ford      | 80        | +59.69             | 10               | 4    |
| 4      | 1   | Mario Andretti        | Lotus-Ford         | 80        | +1:04.33           | 6                | 3    |
| 5      | 25  | Patrick Depailler     | Ligier-Ford        | 80        | +1:23.52           | 4                | 2    |
| 6      | 4   | Jean-Pierre Jarier    | Tyrrell-Ford       | 79        | +1 kolo            | 7                | 1    |
| 7      | 18  | Elio de Angelis       | Shadow-Ford        | 78        | +2 kola            | 20               |      |
| 8      | 6   | Nelson Piquet         | Brabham-Alfa Romeo | 78        | +2 kola            | 12               |      |
| 9      | 30  | Jochen Mass           | Arrows-Ford        | 78        | +2 kola            | 13               |      |
| DSQ    | 3   | Didier Pironi         | Tyrrell-Ford       | 72        | Ulitý start        | 17               |      |
| Ret    | 31  | Héctor Rebaque        | Lotus-Ford         | 71        | Nehoda             | 23               |      |
| Ret    | 22  | Derek Daly            | Ensign-Ford        | 69        | Nehoda             | 24               |      |
| Ret    | 7   | John Watson           | McLaren-Ford       | 62        | Vstřikování        | 18               |      |
| DSQ    | 9   | Hans-Joachim Stuck    | ATS-Ford           | 49        | Ulitý start        | 21               |      |
| Ret    | 28  | Clay Regazzoni        | Williams-Ford      | 48        | Motor              | 15               |      |
| Ret    | 17  | Jan Lammers           | Shadow-Ford        | 47        | Zavěšení           | 14               |      |
| Ret    | 29  | Riccardo Patrese      | Arrows-Ford        | 40        | Brzdy              | 9                |      |
| Ret    | 2   | Carlos Reutemann      | Lotus-Ford         | 21        | Řazení             | 2                |      |
| Ret    | 14  | Emerson Fittipaldi    | Fittipaldi-Ford    | 19        | Řazení             | 16               |      |
| Ret    | 24  | Arturo Merzario       | Merzario-Ford      | 13        | Motor              | 22               |      |
| Ret    | 26  | Jacques Laffite       | Ligier-Ford        | 8         | Brzdy              | 5                |      |
| Ret    | 20  | James Hunt            | Wolf-Ford          | 0         | Řazení             | 8                |      |
| Ret    | 5   | Niki Lauda            | Brabham-Alfa Romeo | 0         | Nehoda             | 11               |      |
| Ret    | 8   | Patrick Tambay        | McLaren-Ford       | 0         | Kolize             | 19               |      |
| WD     | 16  | René Arnoux           | Renault            |           | Odvolán            |                  |      |
| DNS    | 15  | Jean-Pierre Jabouille | Renault            |           | Zranění v tréninku |                  |      |
| Zdroj: |     |                       |                    |           |                    |                  |      |

## Průběžné pořadí po závodě
Pohár jezdců
| Pořadí | Jezdec            | Body |
| ------ | ----------------- | ---- |
| 1      | Gilles Villeneuve | 20   |
| 2      | Jacques Laffite   | 18   |
| 3      | Jody Scheckter    | 13   |
| 4      | Carlos Reutemann  | 12   |
| 5      | Patrick Depailler | 11   |
| Zdroj: |                   |      |

Pohár konstruktérů
| Pořadí | Konstruktér  | Body |
| ------ | ------------ | ---- |
| 1      | Ferrari      | 33   |
| 2      | Ligier-Ford  | 29   |
| 3      | Lotus-Ford   | 20   |
| 4      | Tyrrell-Ford | 8    |
| 5      | McLaren-Ford | 4    |
| Zdroj: |              |      |